# Umberto Cagni
Umberto Cagni, Conde de Bu Meliana (Asti, 24 de febrero de 1863 - Génova, 22 de abril de 1932) fue un almirante y explorador polar de la Marina Real Italiana, recordado por haber liderado una partida que tenía por fin alcanzar el Polo Norte avanzando hacia el norte sobre la superficie del océano Ártico en 1900, en trineos tirados por perros. Aunque su grupo fracasó, el 25 de abril de 1900 Cagni y sus hombres alcanzaron el punto más septentrional alcanzado por la exploración hasta ese momento, los 86°34'N.

## Vida y carrera

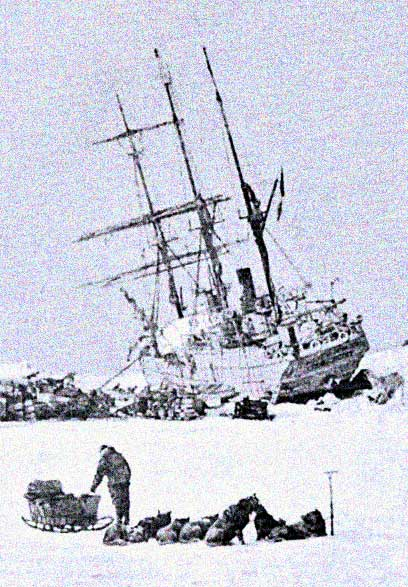
El barco de la expedición de Cagni, el Stella Polare

Cagni nació en el Reino de Italia, que había sido proclamado sólo dos años antes, durante el Risorgimento. Su padre, general del Ejército Piemontes, lo inscribe a los 14 años en la escuela de la marina de Nápoles. Prosiguió sus estudios en la marina de Génova, consiguiendo el grado de guardiamarina, en el año 1881. Desde al año 1882 a 1885, realizó la vuelta al mundo en la nave Vittor Pisani. En el año 1895, se embarcó en la nave Cristoforo Colombo, que realizó otro viaje que duró cuatro años, incluyendo una expedición a la Tierra de Francisco José (Terra di Francesco Giuseppe), destinado a alcanzar el Polo Norte, pero lamentablemente, no tuvo éxito. 
Cagni hizo carrera en el servicio tanto en términos de rango como de contactos personales. En 1899, ya era capitán en la Regia Marina y estrecho colaborador del príncipe Luis Amadeo de Saboya, un duque italiano y sobrino del Umberto I, rey de Italia, aventurero y experimentado alpinista. Amadeo organizó un grupo con el objetivo de lograr alcanzar el Polo Norte.
En la primavera llegaron a Christiania, la capital de Noruega (hoy en día Oslo), con 10 compañeros. El duque adquirió el Jason, un ballenero de vapor de 570 toneladas. Renombrado como Stella Polare (Estrella Polar) el buque emprendió la expedición a través del mar congelado. El 12 de junio se dirigieron al puerto ruso de Arjánguelsk en el mar Blanco. 
El 30 de junio el Stella Polare echó el ancla en los muelles de Arjánguelsk y el duque fue recibido solemnemente por el gobernador Engelhardt. El 12 de julio navegaron hacia el norte, con veinte hombres participaban en la expedición, noruegos e italianos, entre ellos el capitán Cagni, el teniente F. Querini y el doctor A. Cavalli Molinelli. Tenían previsto ir a la Tierra de Francisco José, en el desierto ártico, a establecer un campamento en el que alojarse durante el invierno y, después, llegar al Polo Norte en trineos tirados por perros a través del mar congelado. 
Se estableció el campamento de invierno en la isla Tierra del Príncipe Rodolfo, quedando el Stella Polare quedó aplastado en parte por el hielo polar. La expedición sufrió la noche ártica y el duque sufrió congelaciones, debiendo el médico amputarle dos dedos, siendo el comandante mutilado declarado no apto para liderar la partida polar. Luigi Amedeo delegó entonces el mando en Cagni, que partió en los trineos hacia el norte el 11 de marzo. Los perros tiraban de alimentos y otros suministros para una marcha de tres meses.
Después de grandes dificultades, incluyendo la muerte de tres hombres del grupo de apoyo, los cuatro hombres del grupo de Cagni comenzaron a darse cuenta de que el Polo Norte estaba fuera de su alcance. La única opción que les quedaba era llegar tan al norte como pudieran, plantar una bandera, y regresar con apenas comida suficiente para mantenerse con vida en la caminata de vuelta hasta el campamento base. Lo consiguieron y la bandera fue plantada el 25 de abril a los 86°34'N, que estaba unos 35 km más al norte que los 86°14'N, la marca lograda en 1895 por Nansen y Johansen. Este fue un nuevo Farthest North.
Después de este logro, Cagni y sus tres compañeros se enfrentaron a una carrera por lograr salvar la vida. Tiraron casi toda su impedimenta restante y conservaron una sola tienda, donde descansaban casi hacinados, hasta lograr regresar el 23 de junio, doce días después de la fecha límite de supervivencia proyectada. El 16 de agosto el Stella Polare partió de la Tierra del Príncipe Rodolfo en dirección sur y la expedición regresó a Noruega. Durante la expedición de Cagni, los otros miembros reconocieron y exploraron la costa norte de la isla de Rudolf y otras dos islas más también fueron cartografiadas.
Los exploradores regresaron después a Italia en señal de triunfo, y Cagni fue agasajado por las principales figuras de la época, como Gabriele D'Annunzio.
Tras este logro, Cagni volvió al servicio naval. Participó en la conquista colonial de Libia en 1911-1912, sirvió en la Primera Guerra Mundial y se retiró en 1923 con el grado de almirante. Luego fue nombrado para el Senado italiano y vivió nueve años en el retiro hasta su muerte. Está enterrado en su ciudad natal, Asti, donde su memoria se celebra hasta hoy.

## Reconocimientos
En 2005, un monte submarino de 3.500 metros de altura localizadas en el fondo del océano Ártico fue nombrado como "monte submarino Umberto Cagni" ["Umberto Cagni Seamount"] en reconocimiento a su valentía Cagni y su liderazgo en el hielo.